# 95-та окрема десантно-штурмова бригада (Україна)
95-та окрема десантно-штурмова Поліська бригада (95 ОДШБр, в/ч А0281, пп В1740) — військове з'єднання у складі Десантно-штурмових військ Збройних сил України. Базується у м. Житомир. Входить до складу 8-й десантно-штурмового корпусу.
1992 року був створений 95-й навчальний центр, згодом переформований на бригаду. У 1990-х, 2000-х роках бригада брала участь у міжнародних навчаннях, миротворчих місіях під егідою ООН.
Навесні 2014 року у числі перших була піднята для відбиття російської агресії. Підрозділи бригади брали участь у боях за Слов'янськ, а згодом — на різноманітних ділянках фронту на сході України. У липні—серпні 2014 року підрозділ бригади здійснив багатокілометровий рейд тилами супротивника. З 2016 року бригада була переформована на десантно-штурмову і отримала танковий підрозділ.

## Історія
На підставі Директиви Генерального штабу Збройних Сил України № 155/1/0605 від 12.12.1992 року почалося формування 95-го навчального центру підготовки молодших спеціалістів Аеромобільних військ. Формування розпочалось в м. Суми на базі Сумського вищого командного артилерійського училища.
Згідно з наказом Міністра оборони України № 010 від 1 лютого 1993 року було ухвалено перемістити формування Навчального центру в Житомир на 4606-ту базу зберігання озброєння та техніки ППО. Навчальний центр комплектувався з офіцерів-десантників, які після проголошення незалежності України повернулися на рідну землю, а також із найкращих військовослужбовців інших родів військ, які висловили бажання служити в елітних військах Збройних Сил, та були придатні за станом здоров'я. Старожилами з'єднання, які одні з перших почали заснування, по праву вважаються підполковники Котляр Сергій Петрович, Чумаченко Євген Григорович, Кубрак Олег Вікторович, майори Грохольський Анатолій Станіславович, Зінчук Володимир Петрович та інші.
Першим командиром 95-го навчального центру, а надалі начальником управління Аеромобільних військ, був генерал-майор Віталій Раєвський. Усі командири, які надалі командували з'єднанням відзначались мудрістю, авторитетом, любов'ю до справи, повагою підлеглих. Це: полковники Кінзерський Олексій Валер'янович, Чабаненко Віктор Григорович, Хортюк Анатолій Володимирович, підполковник Борчук Володимир Миколайович.
Формування перших підрозділів закінчилось в липні 1993 року. Відтоді з'єднання повною мірою розпочало навчання військовослужбовців за планом бойової підготовки аеромобільних військ. 2 листопада 1993 року заступник командира 95 Навчального центру з повітрянодесантної підготовки полковник Бунчик Олексій Миколайович здійснив першим стрибок із парашутом на Житомирському загальновійськовому полігоні. З того дня військовослужбовцями з'єднання здійснено понад 90 000 стрибків із парашутом.
5 жовтня 1994 року 95-му навчальному центру одному з перших заступником Міністра оборони України — Командувачем Сухопутних військ генерал-полковником Собковим було вручено Бойовий Прапор, що говорить про високу довіру та повагу до нас із боку керівництва Збройних Сил України.[джерело?]
На той час НЦ складався з чотирьох окремих батальйонів (11-й, 12-й, 13-й та 14-й) та підрозділів.
- Штаб та окремі підрозділи НЦ — в/ч А 0281,
- 11 окремий аеромобільно-десантний батальйон — в/ч А 1568(на теперішній час батальйон має назву 1 аеромобільний батальйон).
- 12 окремий аеромобільно-десантний батальйон — в/ч А 1679 (на теперішній час батальйон має назву 2 аеромобільний батальйон).
- 13 окремий парашутно-десантний батальйон — в/ч А 1910 (у 2000-х роках переведено до військового містечка Корбутовка, та має назву 13 окремий аеромобільний батальйон).
- 14 окремий парашутно-десантний батальйон — в/ч А 1553 (розформовано у 1995—1996 році).
- 18 окремий навчальний аеромобільно-десантний батальйон — в/ч А 1438 (розформовано у 1995 році).
- батальйон матеріально-технічного забезпечення (БМТЗ), в 1995 році переформовано в 320 окремий батальйон забезпечення (320 ОБЗ, в/ч А 4215) — (розформовано).
- окремий зенітно-ракетний дивізіон — в/ч А 0973 (розформовано у листопаді 1995).
- окремий артилерійський дивізіон — в/ч А 0605 (розформовано)

Дислокувалося з'єднання в районах міста — Богунія та Смоковка.

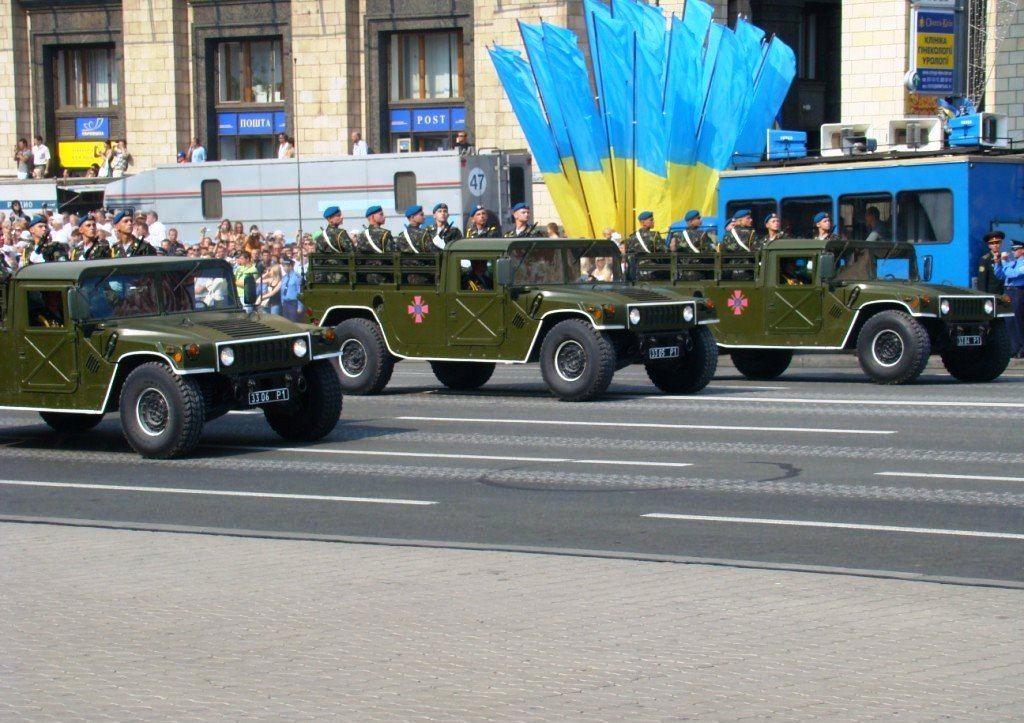
Колонна «Хамві» 95-ї аеромобільної бригади проходить Хрещатиком на параді на честь Дня Незалежності України, Київ, 24 серпня 2008 р.

Найкращі підрозділи з'єднання представляли Аеромобільні війська в святкових парадах із нагоди 50 річниці визволення України від німецько-фашистських загарбників, 5, 6, 7, 8, 9, 10, 11, 17 річниць Незалежності України у м. Києві, 50, 51 , 65 річниці Перемоги у ВВВ у м. Києві , 65 річниці Перемоги у ВВВ у м. Мінську, а також постійно у парадах військ Житомирського гарнізону.[джерело?]
Як складова частина Сухопутних військ бригада була задіяна в рамках програми «Партнерство заради миру», в якій Україна бере участь з 1994 року.
У жовтні 1994 року на міжнародних миротворчих навчаннях «Дух співробітництва 1994» у Голландії, які проводились за програмою «Партнерство заради миру» підрозділ 95 окремої аеромобільної бригади під командуванням старшого лейтенанта Косинського І. І. започаткував першим в історії Збройних Сил України прагнення до мирного співробітництва в ім'я миру.[джерело?]
В 1994 році на Брюссельському саміті був започаткований «Процес планування та оцінки сил». Від України для участі у цьому процесі виділений підрозділ 13-ї бригади — це 13 окремий аеромобільно-десантний батальйон. Згідно з планом досягнення цілей партнерства силами та засобами Сухопутних військ України виділеними для участі у ІІІ етапі процесу планування та оцінки сил для 13 окремого аеромобільно-десантного батальйону виділені декілька пріоритетних цілей. Такими цілями є: мовна підготовка, підготовка до участі з підтримання миру, вивчення штабних процедур НАТО, досягнення необхідного рівня взаємосумісності у пануванні, організації та проведенні тилового забезпечення.
У травні 1995 року офіцери з'єднання брали участь в спільних українсько-американських навчаннях «Щит Миру-95», також в Польщі в червні 2002 року офіцери з'єднання брали участь у спільних польсько-українсько-британських навчаннях «Козацький степ — 2002», та у великомасштабних навчаннях «Стронг Резолв-2002», яке проводилось в березні місяці.
У 1995—1996 роках 95-й навчальний центр, у зв'язку з реорганізацією Збройних сил України, був переформований на 95-ту окрему аеромобільну бригаду.
В жовтні 2000 року, згідно з державною програмою розвитку ЗС України, 95-та окрема аеромобільна бригада ввійшла до складу 8-го армійського корпусу.
В рамках програми «Партнерство заради миру», підрозділи бригади брали участь у виконанні миротворчих місій у республіках колишньої Югославії — у складі українського миротворчого контингенту.[коли?]

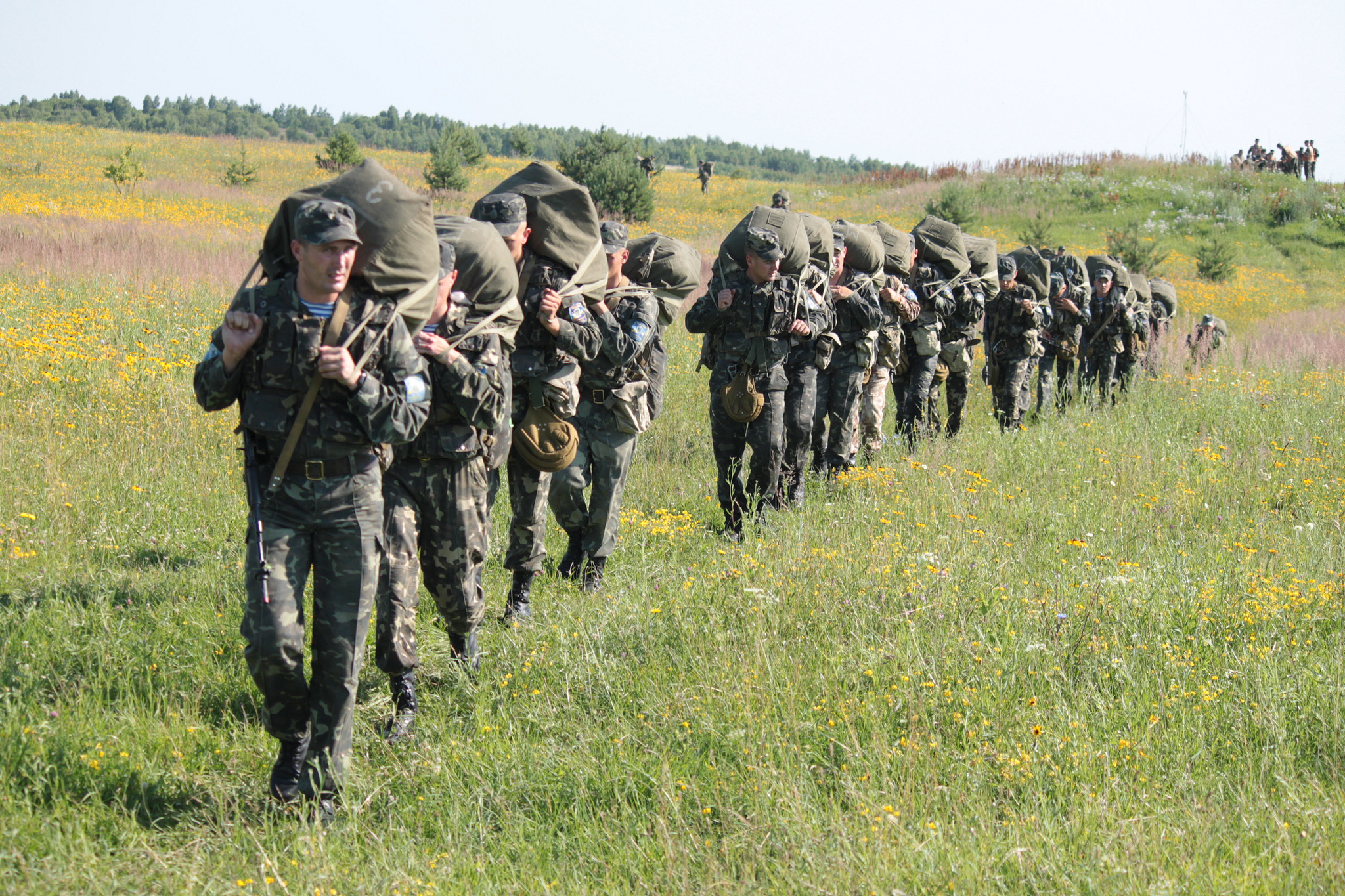
Десантники 95-ї аеромобільної бригади повертаються із зони висадки, Яворів, 2013 р.

Військовослужбовці окремої аеромобільно-десантної роти виконували завдання на теренах Боснії та Герцеговини у складі 240-го спеціального батальйону.[коли?] 37-ма окрема спеціальна рота дислокувалась і виконувала завдання у Косові.[коли?] Зі складу цієї роти 10.07.2000 року при виконанні миротворчого навчання трагічно загинув молодший сержант за контрактом Товкан Любомир Васильович, який був нагороджений відзнакою Міністерства оборони України «Доблесть і честь».
Яскравий приклад мужності, героїзму та готовності до самопожертви[який?] виявила при здійсненні парашутних стрибків сержант Савєл'єва Марина Яківна, яка нагороджена орденом «За мужність» ІІІ ступеня Президентом України.
У 2002 році молодший сержант за контрактом Василь Мельников ціною власного життя врятував парашутиста-початківця від неминучої загибелі. 2003 року йому посмертно було присвоєно звання Герой України.
З серпня 2003 року особовий склад частини бере участь у складі стабілізаційних сил миротворчого контингенту з підтримання миру в Республіці Ірак.
9 січня 2005 року в ході виконання миротворчої місії в Республіці Ірак неподалік міста Ес-Сувейра під час операції із знешкодження боєприпасів, внаслідок вибуху, загинули капітан Валерій Бражевський, старший прапорщик Володимир Сєдой, старший сержант військової служби за контрактом Віра Петрик. Усі вони посмертно нагороджені орденом «За мужність» І ступеня.

### Вторгнення Росії до України і анексія Криму
У березні 2014 року 95-та окрема аеромобільна бригада була піднята за тривогою внаслідок початку військового вторгнення Російської Федерації до Криму. 95-та аеромобільна бригада мала на той час 2 боєздатні батальйони: 13-й батальйон, який регулярно брав участь в міжнародних навчаннях та 1-й батальйон, який також практично нічим не поступався. Ці батальйони перекинули в Херсонську область.

### Війна на Донбасі
З початком бойових зіткнень на Донбасі, після маневрів під Кримом, 1-й і 13-й батальйони бригади були перекинуті під Краматорськ. Наприкінці квітня — на початку травня в зоні бойових дій на Донбасі з'явився другий батальйон, котрий був укомплектований мобілізованими.
Першою втратою бригади у війні став Дмитро Куриленко — він підірвався на міні 28 квітня в районі села Кутузовка.
2 травня бійці бригади брали участь в штурмі Слов'янська. Так, після взяття гори Карачун, колона 1-го батальйону бригади продовжила рух до Слов'янська, але була заблокована місцевими жителями, серед яких перебували озброєні бойовики. Близько 22:15 вечора відбулася дуже підла провокація — з-поза спин мирних жителів бойовики відкрили вогонь на ураження в українських десантників, в результати інциденту, українські військові відійшли до Карачуна. Загинули двоє десантників — Петро Коваленко від вибуху гранати ВОГ та Сергій Панасюк від вогнепального поранення в шию. Ще семеро солдат дістали поранення і приблизно стільки ж були контужені.
Перші великі втрати бригада понесла 13 травня під час засідки бойовиків під Октябрським (нині Маячка), коли загинуло 7 десантників.
26 травня бійці бригади брали участь у першому бою за ДАП. Група військовослужбовців бригади увійшла до складу зведеного резерву, що прийшов на допомогу підрозділам, що вже знаходилися в аеропорту Донецька.
19 червня підрозділи бригади (як мінімум розвідвзвод) брали участь в боях за Ямпіль, в результаті бою були звільнені населені пункти Ямпіль і Закітне. Загинули двоє десантників бригади: Олексій Крементар та Олексій Шевченко.

### Рейд 95-ї бригади
19 липня 1 БТГ бригади брала участь в боях за Лисичанськ, був взятий під контроль Лисичанський нафтопереробний завод, того дня загинуло 6 десантників.
28 липня штурмом була взята Савур-Могила, висоту бійці бригади утримували до 4-ї ранку 29 липня.
1-5 серпня десантники 95 ОАеМБр разом з підрозділами 30 ОМБр, 25 ОПДБр та 3-го полку спеціального призначення звільнили населені пункти Степанівка та Маринівка, завдяки чому з оточення через переправу на річці Міус вдалося вийти підрозділам 24 ОМБр, 72 ОМБр, 79 ОАеМБр та українських прикордонників. Батальйон 95-ї бригади здійснював прикриття підрозділів, що виходили.
8-11 серпня БТГр бригади разом з 1 БТГр 30 ОМБр проводила операцію по «пробиванню» коридору на ділянці Степанівка — Красний Луч — Червона Поляна — Лутугине, звідки на зустріч просувалась 2БТГр 30ОМБр. 95-й бригаді вдалося «перерізати» автошлях між містами Красний Луч та Антрацит, по якому здійснювалося постачання бойовиків, та виставити блокпости на загрозливих напрямках, але зважаючи на відсутність резервів АТО, командуванням було ухвалене рішення про виведення батальйонної тактичної групи 95-ї бригади в район Дебальцевого шляхом здійснення рейду по тилах противника в напрямку Красний Луч — Дебальцеве. Підрозділ з боями дійшов до Дебальцевого, після чого повернувся до базового табору в Слов'янську.
Загалом протягом рейдових дій було подолано понад 400 км, із них 170 км з боями.
19-20 серпня бійці бригади були залучені до звільнення та зачистки Ясинуватої. Місто було взяте під контроль та залишене підрозділам НГУ, які згодом відійшли з міста під натиском противника.
Під час завершальної фази боїв за Іловайськ, коли українські війська вже знаходилися в оточенні, для їх деблокування планувалося залучити підрозділи 95 ОАеМБр та 79 ОАеМБр. Але на момент готовності цього з'єднання 1-2 вересня, операція з деблокування Іловайська втратила доцільність, тому кожна з бригад мала здійснити рейдові дії за своїм маршрутом із завданнями порушення комунікацій противника, нанесення ураження його тиловим об'єктам, ліквідації баз бойовиків та забезпечення сприятливих умов нашим військам, які закріплювалися східніше Маріуполя та вздовж річки Кальміус. Вихідним пунктом для проведення ударно-пошукових дій 95 ОАеМБр став район села Березове. Протягом 3 вересня штурмовими загонами бригад були звільнені від бойовиків Вугледар, Володимирівка, Благодатне, Оленівка, Миколаївка, Докучаївськ та Новотроїцьке. Починаючи з дев'ятої години ранку наступного дня підрозділами 95-ї і 79-ї бригад були проведені демонстраційні дії в напрямку Волноваха — Маріуполь та у зворотному напрямку. Після їх проведення штурмові загони 95-ї бригади зосередилися у вихідних районах для проведення рейдових дій 5 вересня біля села Гранітне. 5 вересня штурмові групи здійснили перехід річки Кальміус та розпочали рейдові дії, після бойового зіткнення в районі міста Тельманово, підрозділи 95 ОАеМБр були виведені через річку Кальміус. Того ж дня були підписані перші мінські угоди, за домовленостями припинення вогню починалося з 18.00 5 вересня 2014 року, тому бригада не змогла продовжувати подальші рейдові дії.

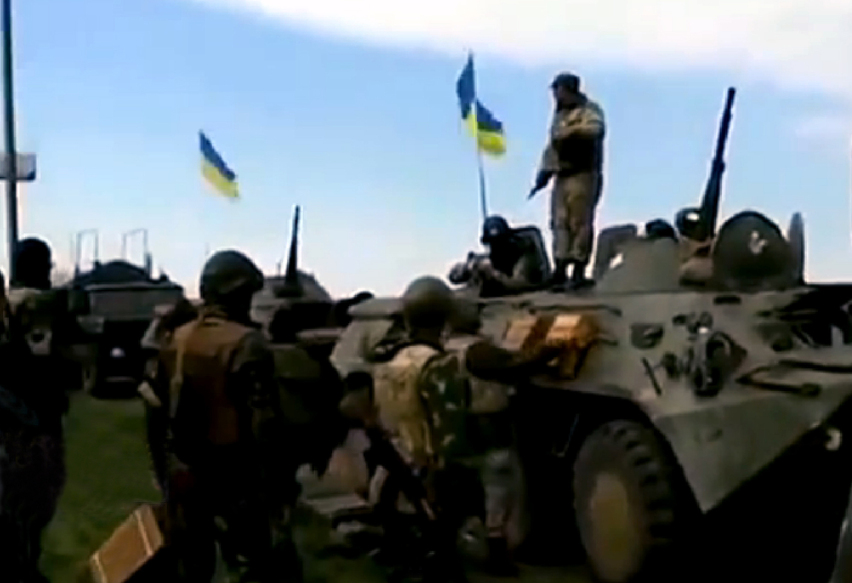
Колонна 95-ї аеромобільної бригади у зоні АТО, липень 2014 р.
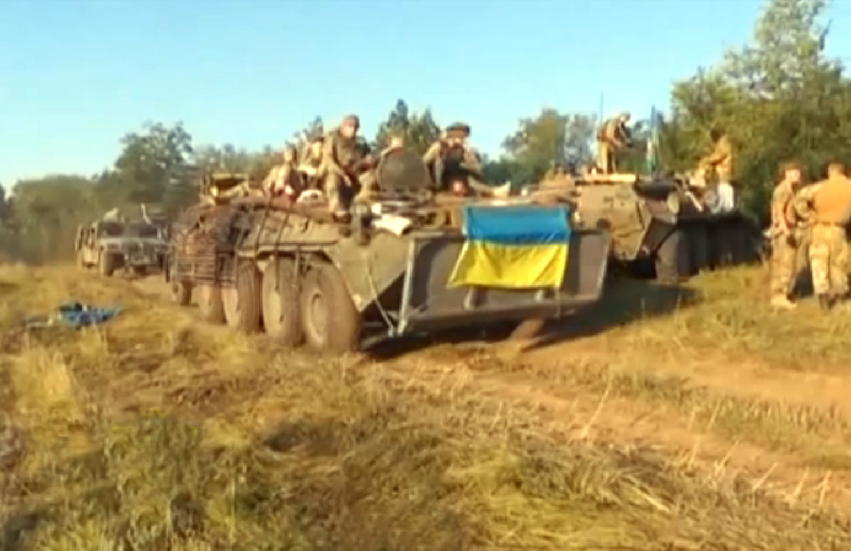
БТР-80 і «Хамві» 95-ї аеромобільної бригади у зоні АТО, серпень 2014 р.
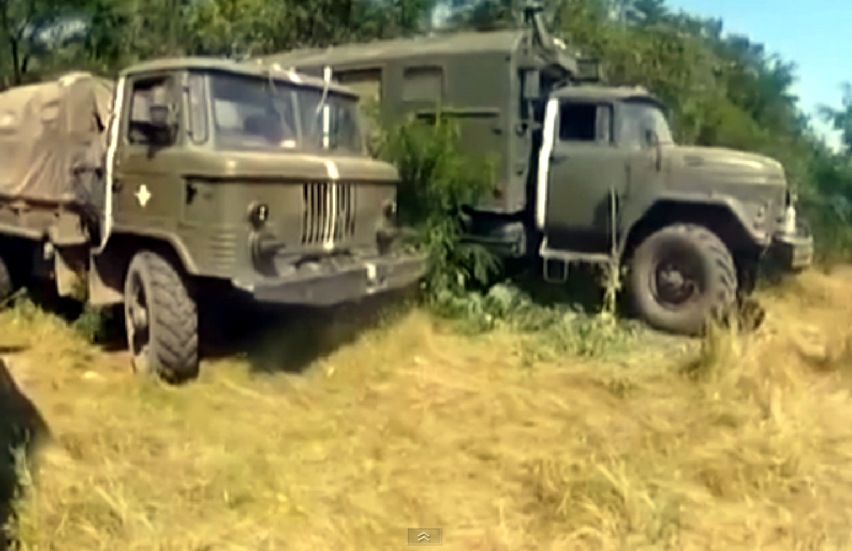
Вантажні автомобілі ГАЗ-66 і ЗІЛ-131 95-ї аеромобільної бригади у зоні АТО, серпень 2014 р.

15 вересня 2014 року був виданий наказ МО України про заснування 90-го окремого аеромобільного батальйону, який формувався на базі 95-ї бригади і мав увійти до новоствореної 81-ї окремої аеромобільної бригади.

### Оборона Донецького аеропорту
З жовтня 2014 року 4 рота («Ведмежа рота») 2 батальйону бригади брала участь в обороні Донецького аеропорту. 5 жовтня під час спроби зайняти позицій в районі с. Спартак загинув молодший сержант Сідлецький Сергій, 6 жовтня внаслідок обстрілу з градів загинув солдат Сілко Артур. 25 листопада 51 військовослужбовців «Ведмежої роти» повернулися до Житомира.
1 та 13 аеромобільні батальйони підрозділу брали участь в боях в районі аеропорту в період з 18 січня по 20 лютого 2015 року.
Бійці 1-го батальйону прибули на позицію «Зеніт» в ніч з 17 на 18 січня. Вже зранку зведена РТГр 95 ОАеМБр (бл. 90 бійців, 9 БТР) була задіяна в штурмі селища Спартак. В результаті бою танкістам 2 ОТБ вдалося зруйнувати міст. 3 військовослужбовця 95-ї бригади загинуло, 14 було поранено.
20 січня 3 бійці 13-го окремого батальйону бригади загинули в районі ЗПС аеропорту при виконанні штурмових дій, в цей же день військовослужбовці 1-го аеромобільного батальйону бригади були задіяні до штурмових дій в напрямку шахти «Путилівська».
22 січня десантники 95-ї бригади брали участь в оборону військової частини «Катер», під час якої було знищено 3 БТР-80, 3 БМП-2, 2 МТ-ЛБ, 3 МТ-12 «Рапіра», 3 кулемети НСВ, 6 «Уралів» та 1 КрАЗ незаконних збройних формувань, один з танків та ще один БТР-80 отримали сильні пошкодження. Також в результаті бою у полон потрапили приблизно 10 бойовиків. На даний момент[на коли?] вдалося встановити, що в тому бою загинуло 27 бійців 1 ОМСБр.[джерело?] В результаті поранень, отриманих в ході бою, через декілька днів в шпиталі помер головний сержант 13 ОАЕМБ Віталій Мазур.
Під час штурмових дій 26 січня підрозділи 1-го аеромобільно-десантного батальйону та 13 окремого аеромобільно-десантного батальйону 95-ї окремої аеромобільної бригади, посилені танковим взводом 3-го окремого танкового батальйону 169-го Навчального центру СВ ЗСУ, а також 3-го парашутно-десантного батальйону 25-ї окремої повітрянодесантної бригади знищили противника в районі залізничного мосту на ділянці Авдіївка — Донецьк поблизу м. Авдіївка та шахти «Путилівська» і взяли їх під контроль, 9 бойовиків було взято у полон. В бою загинули 5 бійців бригади.[джерело?]
10 лютого 13 ОАеМБ штурмував позиції в районі цементного заводу, а в цей же час 3-тя рота 1-го батальйону мала зайти у Спартак. В бою загинуло 4 військовослужбовці 13-го батальйону, позиції зайняти не вдалось.

### Бої за Дебальцеве
Під час боїв за Дебальцеве 2 групи 95-ї бригади, приблизно по 70 чоловік кожна, виконували функцію оперативного резерву.
10 лютого зведений загін бригади брав участь у спробі звільнення Логвинового.
14 лютого під час штурму російськими бойовиками українських позицій загинув молодший сержант Олександр Єрощенко.
В ніч з 17 на 18 лютого зведений загін бригади, за підтримки вогню артилерії та мінометів, зайняв панівні висоти 231.6 та 276, тим самим взявши під контроль маршрут виходу підрозділів сектору С з району Дебальцеве.
За словами Віктор Муженка, 23 військовослужбовці 95-ї окремої аеромобільної бригади, які посилювали опорні пункти 40-го батальйону, залишилися виконувати завдання на займаних позиціях після здачі 107 бійців 40-го окремого мотопіхотного батальйону в полон.
Щонайпізніше у 2016 році бригада отримала спеціалізацію десантно-штурмової, і дістала назву 95-та окрема десантно-штурмова бригада.
25 травня 2018 близько 1000 військовослужбовців після 6 місяців виконання завдань у зоні проведення бойових дій на Донбасі, а саме в районі Авдіївської промзони, повернулися на ротацію до Житомира. За час ротації в зоні бойових дій загинуло 9 бійців бригади.

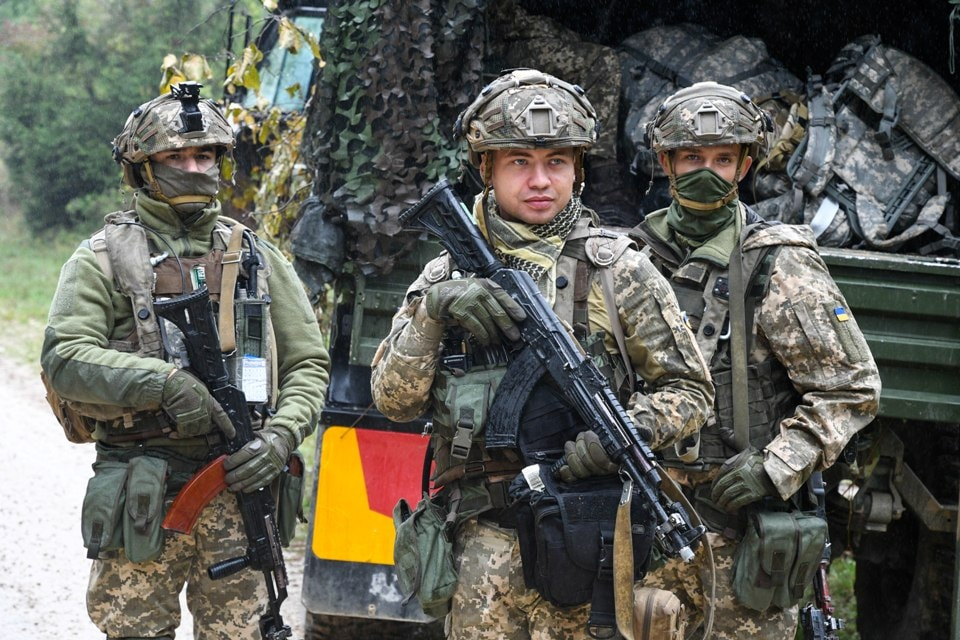
Міжнародні навчання «Saber Junction-2018»

На міжнародних військових навчаннях країн-членів та партнерів НАТО «Saber Junction 2018», що відбувалися на базі Хохенфельс у Німеччині, рота 13-го батальйону українських десантників захопила польовий штаб умовного противника — військ США. Умовні втрати противника склали 32 особи (американці, італійці, чехи) та дві одиниці техніки, умовні втрати українців — дві людини.

### Російське вторгнення 2022 року
21 листопада 2023 року бригада отримала почесне найменування «Поліська».
У червні 2024 року бригаду перекинули до Торецька, куди росіяни вели наступ.
З серпня 2024 бригада бере участь в операції Сил оборони України на території Курської області. Всього за 3 дні бригада перебазувалася з Торецького напрямку і підготувалася до наступу. Бригада захопила кілька населених пунктів у Курській області, зокрема Погребки, Хитрівку та Камишевку.
23 квітня 2025 року українські медіа повідомили, що бригада увійшла до складу новоствореного 8-го десантно-штурмового корпусу.
Станом на липень 2025 року 95‑та Поліська бригада посіла перше місце у травневому звіті проєкту «Дронопад», знищивши 42 ворожих безпілотники — найбільший результат серед усіх відзначених підрозділів 
Роль проєкту «Дронопад» полягає у систематизації фіксації знищень БпЛА, аналізі тактики та статистичних показників роботи мобільних груп. Бригада використовує інструменти проекту для обліку випадків, покращення тактики розміщення сил і оптимізації взаємодії вогневих розрахунків. Це сприяє об’єктивності звітності та зростанню результативності бойових дій.

## Структура

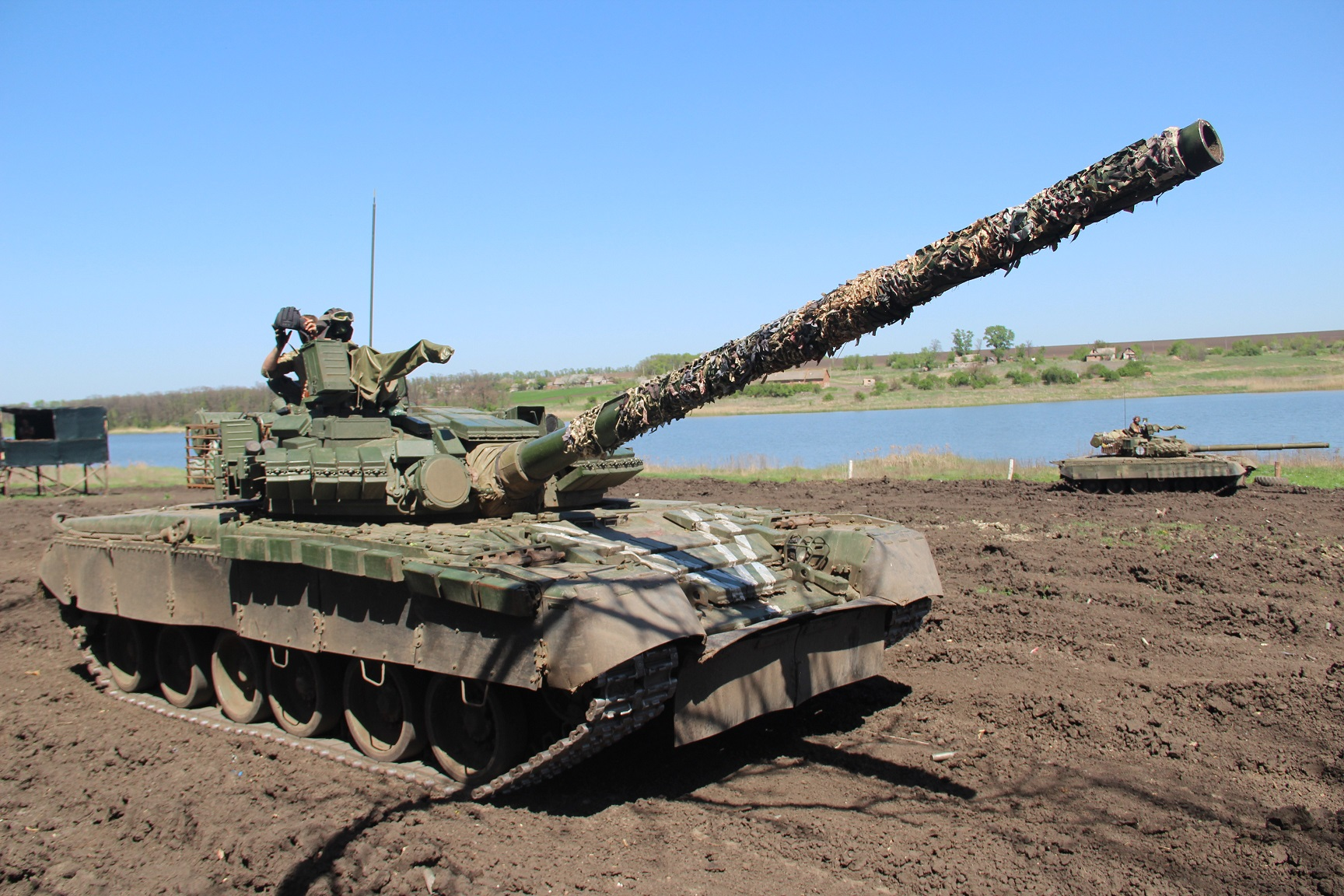
Військовослужбовці 95 ОДШБр відпрацьовували елементи водіння танку Т-80БВ. Травень 2018.

- 1-й десантно-штурмовий батальйон (БТР)[31]
- 2-й десантно-штурмовий батальйон (БТР)[31]
- 13-й окремий десантно-штурмовий батальйон[31]
- Танкова рота (Т-80БВ)
- Гаубичний артилерійський дивізіон (Д-30)
- Гаубичний самохідний артилерійський дивізіон (2С1 «Гвоздика»)
- Зенітно-ракетний артилерійський дивізіон
- Розвідувальна рота
- Снайперська рота
- Інженерно-саперна рота
- Рота радіаційної, хімічної, бактеріологічної розвідки
- Батальйон управління
- Рота десантного забезпечення
- Медична рота
- Оркестр

## Оснащення
До 2014 року на штатному озброєнні бригади перебували бронетранспортери БТР-80 та позашляховики HMMWV М1097А2. Частина автомобілів М1097А2 — броньовані за варіантом модернізації ЛБТЗ. Транспортне забезпечення — автомобілі Урал-4320, ЗІЛ-131, ГАЗ-66, УАЗ-3151.[джерело?]
З кінця 2014 року на озброєння бригади почали надходити бронеавтомобілі КрАЗ «Спартан».
В липні 2015 року отримала 8 відновлених та дещо модернізованих на ДП «Харківський бронетанковий завод» танків Т-80.
В липні 2016-го року бригада отримала від Укроборонпрому 10 одиниць Дозор-Б.
В рамках виконання державного оборонного замовлення у 2017 році 1 батальйон бригади отримав нові БТР-3ДА.
В 2024 році бригада отримала німецькі БМП Marder1A3, а також БМП Bradley.

## Міжнародні навчання
Військовослужбовці бригади брали участь у миротворчих навчаннях у різних куточках світу: «Кооператив БЕСТ ЕФОРТ-96» Чехія; 1997 рік — Латвія; 1998 рік — Республіка Македонія; 1999 рік — Канада; 2000 рік — Румунія; 2001 рік — Австрія.

## Міжнародна співпраця
З метою розширення двостороннього співробітництва України з державами — членами НАТО, країнами-партнерами, бригаду неодноразово відвідували іноземні делегації.
Це були: делегація оборонного коледжу Нідерландів у травні 1995 року, делегація від Європейського центру з питань безпеки в лютому 1996 року, делегація 101 повітряно-штурмової дивізії армії США в жовтні 1996 року, делегація медичних працівників 10-ї групи сил спеціального призначення армії США в жовтні 1997 року, візит 17 військових аташе акредитованих в Україні в грудні 1997 року, делегація королівських сил спеціального призначення Йорданії грудень 1997 року, делегація військовослужбовців 40-ї аеромобільної дивізії Міністерства оборони Франції в квітні 1998 року, делегація генеральної інспекції при Міністерстві оборони Польщі у вересні 2000 року, делегація Британської групи військових радників та інструкторів в березні 2000 року, спільна українсько-американська група за планом практичного проведення аналізу об'єднаних сил швидкого реагування в квітні 2002 року, делегація представників Збройних Сил Чеської республіки на чолі з начальником Генерального штабу генерал-лейтенантом Іржі Шедіви, в квітні 2002 року, надзвичайний та повноважний посол США в Україні пан Карлос Паскуаль, липень 2002 року, делегація представників Збройних Сил Бельгії та військовий аташе посольства Фінляндії в Україні в листопаді 2002 року.

## Вишкіл
Виконуючи програму військового співробітництва «Співробітництво з питань миротворчої діяльності», на базі окремого аеромобільно-десантного батальйону в період з 20 травня по 23 червня 2002 року проводились перші в Україні курси для офіцерів взводної та ротної ланки для участі в миротворчих операціях. Викладачами на цьому курсі були офіцери та сержанти з Британської групи військових радників та Інструкторів у Центральній та Східній Європі.

## Традиції
28 червня 2022 року бригада відзначена почесною відзнакою «За мужність та відвагу».
21 листопада 2023 року бригада отримала почесне найменування «Поліська». Раніше, 29 листопада 2021 року, про присвоєння почесного звання «Поліська» до Міністра оборони та Президента України зверталися депутати Житомирської міської ради. Мер міста Сергій Сухомлин повідомив, що мета перейменування — відзначити бойові заслуги військової частини, високі показники підготовки, успіхи під час виконання завдань у зоні Антитерористичної операції та під час Операції Об'єднаних сил, участь у миротворчих місіях організованих ООН. Він також сказав, що це прохання надійшло саме від бійців 95-ї бригади.

## Командири
- генерал-майор Раєвський Віталій Анатолійович
- полковник Кінзерський Олексій Валер'янович
- полковник Чабаненко Віктор Григорович
- полковник Хортюк Анатолій Володимирович
- підполковник Борчук Володимир Миколайович
- підполковник Швець Олександр Миколайович
- підполковник Богданович Максим Михайлович

- 2007—2010: полковник Гуляк Олег Вікторович[43]
- полковник Чумак Станіслав Іванович
- 2013—2015: полковник Забродський Михайло Віталійович
- 2015—2018: полковник Гуть Олег Григорович
- 2018—2021: полковник Миргородський Максим Вікторович
- на 2022: полковник Братішко Дмитро Володимирович[44]
- 2024: полковник Апостол Олег Орестович

## Символіка
На шевроні бригади зображений стилізований золотий орел зі срібними лапами і дзьобом, що атакує — хапає здобич.
Він символізує витривалість, мужність, далекоглядність і силу, вважається «королем неба» і посланцем богів. Десантники, мов орли, вступають у бій з неба. Їхнє гасло — «Сила, Відвага, Честь!», а колір — марун (темно-бордовий).

## Втрати
Станом на лютий 2018 року, за даними Книги пам'яті, бригада втратила в боях загиблими 83 бійці.

## Вшанування
На честь бригади названо вулицю Героїв Десантників у Житомирі.
Російський поет Андрій Орлов, знаний як «Орлуша», присвятив бійцям бригади, що захищали Донецький аеропорт, вірша «Якщо не ви, то хто?».

### Відзначені
Найвищими державними нагородами відзначені:
- Мельников Василь Олександрович — молодший сержант, радист-парашутист. Загинув 19 листопада 2002 в навчально-тренувальному центрі, рятуючи життя студента-парашутиста. Герой України (2002, посмертно).
- Сенюк Тарас Михайлович — командир 1-го аеромобільного батальйону, підполковник. 3 червня 2014 року загинув під час нападу бойовиків на колону українських військ, яка рухалася з Ізюма в район Слов'янська. Напад був відбитий, але з втратами з боку військовиків.[49] Герой України (2014, посмертно).
- Забродський Михайло Віталійович — командир бригади, полковник. Герой України (2014).
- Герасименко Ігор Леонідович — командир 1-го аеромобільного батальйону, майор. Брав участь у визволенні Слов'янська, тоді ж поранений, однак лишився в строю.[49] Герой України (2015).
- Порхун Олександр Володимирович — командир 13-го окремого аеромобільного батальйону, майор. 29 липня 2014 року штурмова група під керівництвом Олександра Порхуна взяла під контроль та утримувала Савур-могилу, що надалі позитивно вплинуло на хід операції з найменшими втратами серед особового складу та техніки. В ході операції О.Порхун отримав контузію III ступеню, але продовжував виконувати поставлені завдання.[49] Герой України (2015).

## Галерея

Навчання 2017
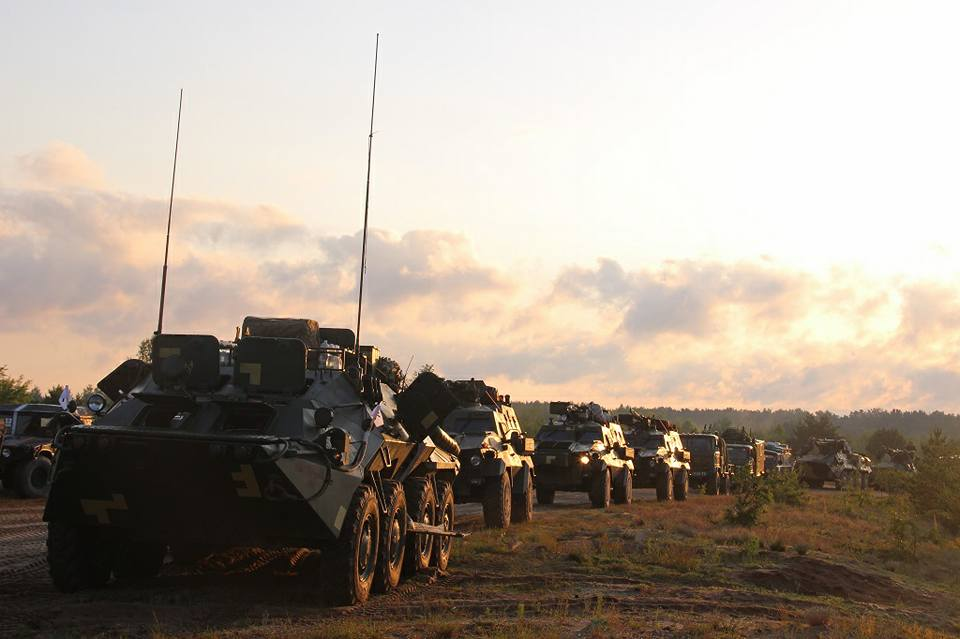
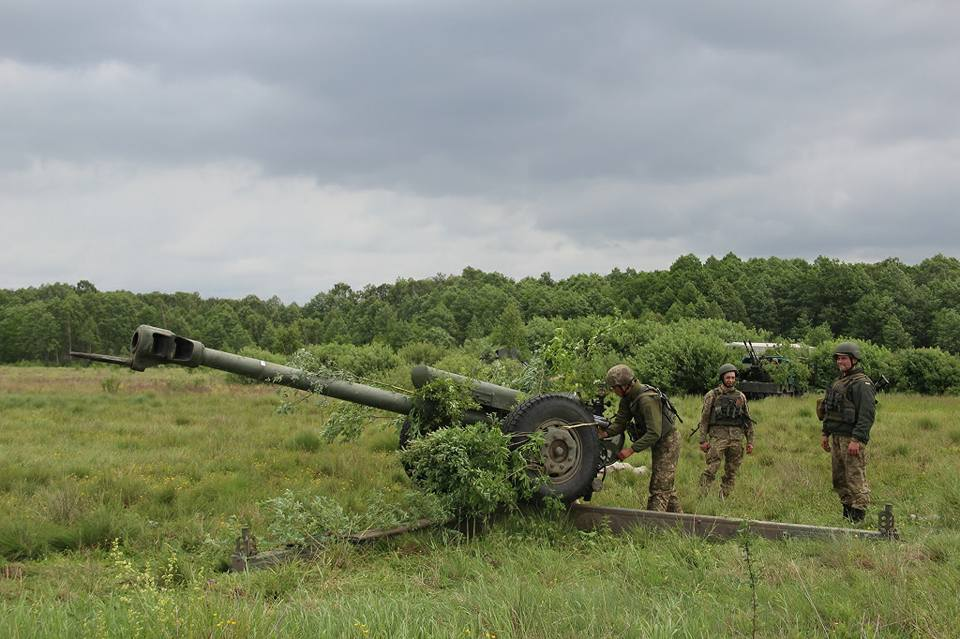
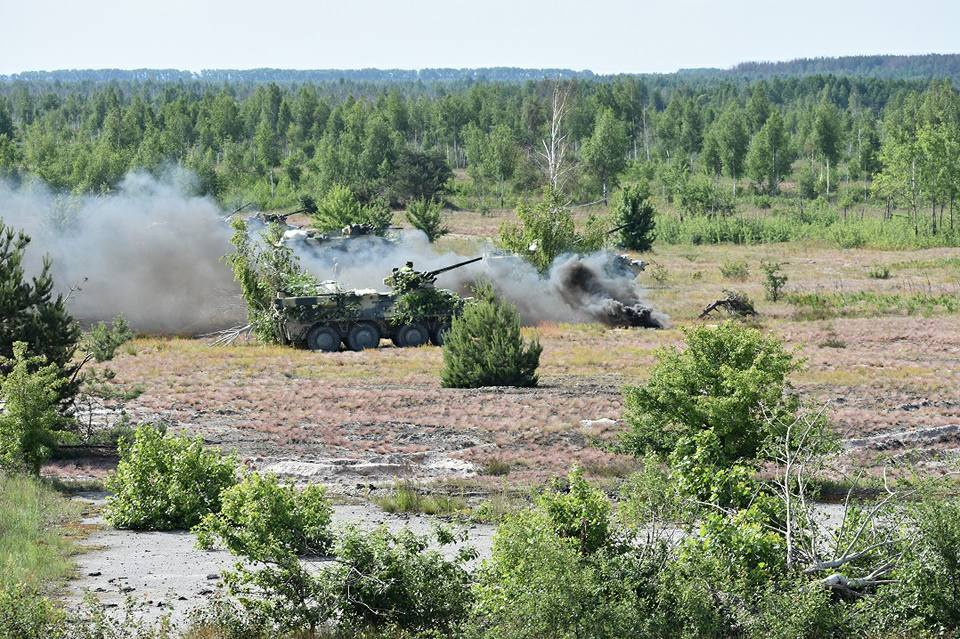
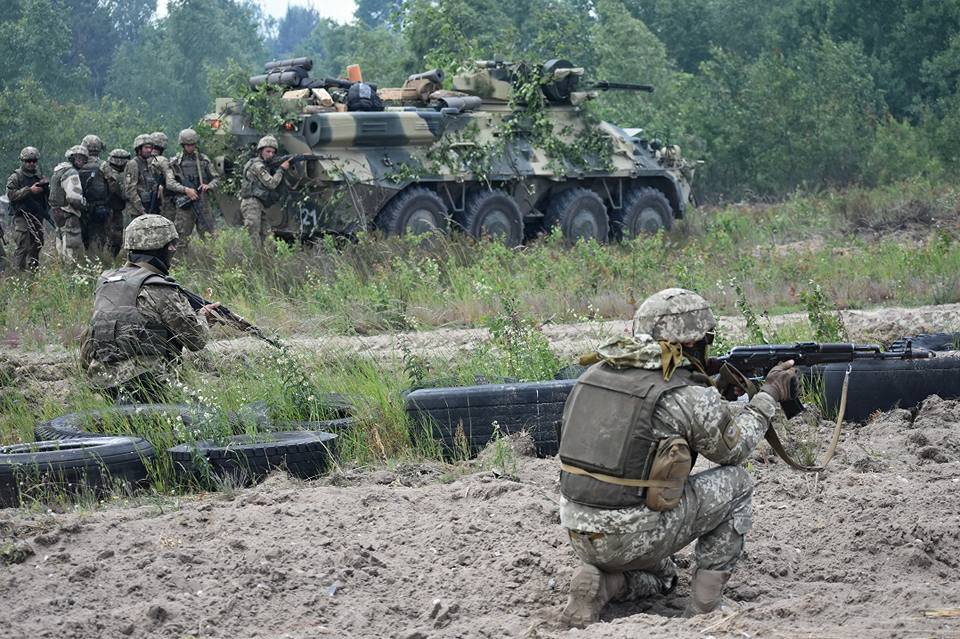
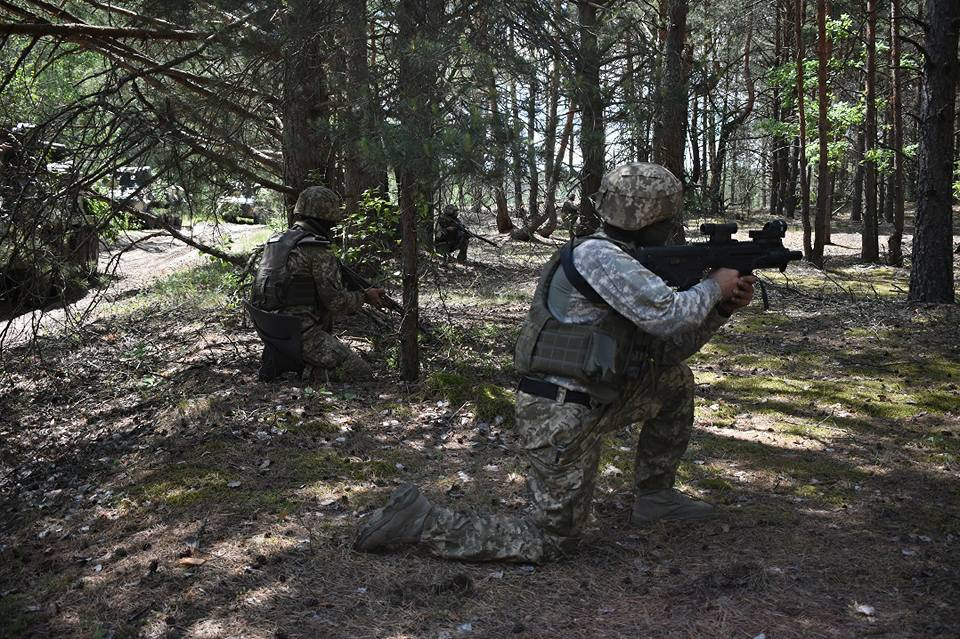
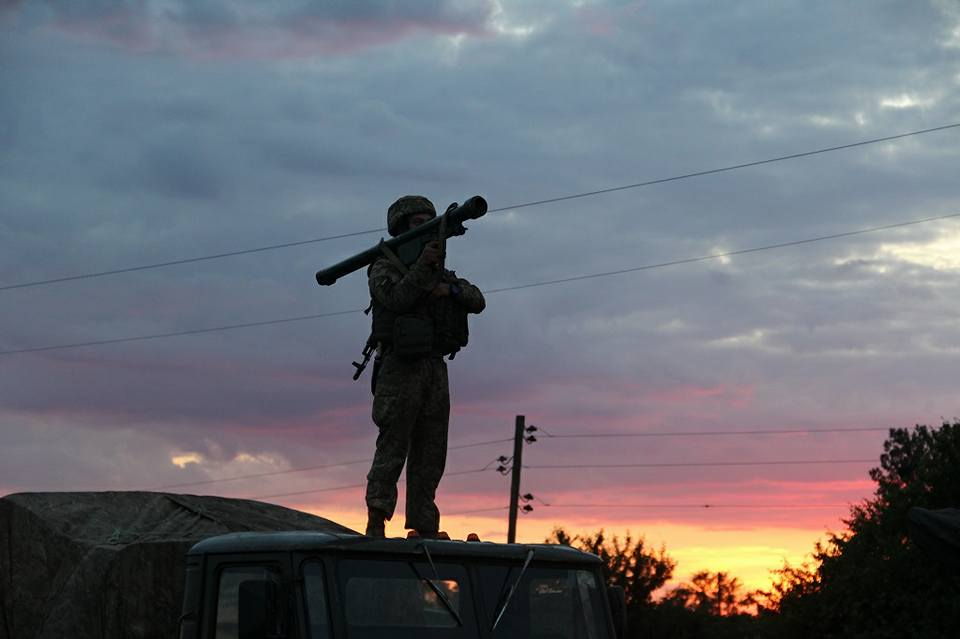
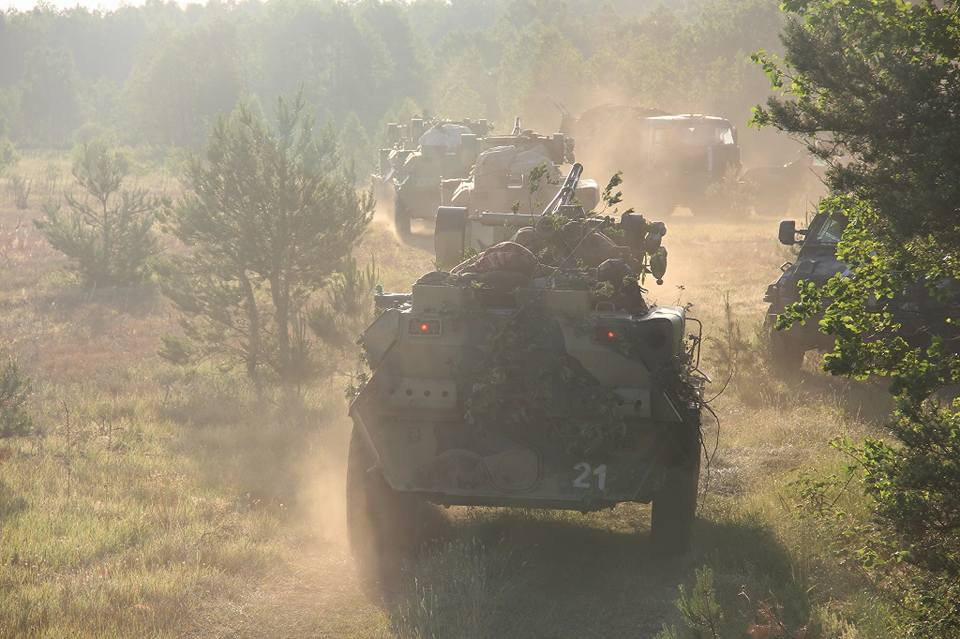